# محوطه آویز
محوطه آویز مربوط به دوره ساسانیان - سده‌های متاخر دوران‌های تاریخی پس از اسلام است و در شهرستان فراشبند، بخش مرکزی، دهستان آویز، ۵۰۰ متر بعد از روستای آویز بطرف کازرون، سمت راست جاده واقع شده و این اثر در تاریخ ۱۵ دی ۱۳۸۷ با شمارهٔ ثبت ۲۴۱۸۱ به‌عنوان یکی از آثار ملی ایران به ثبت رسیده است.